# Boo-Yaa T.R.I.B.E.
I Boo-Yaa T.R.I.B.E. sono un gruppo hip hop statunitense, formatosi a Los Angeles nel 1990.
Originariamente era composto da sei fratelli di Los Angeles ma di origine samoana, figli di un ministro battista. I fratelli Devoux sono:
- il rapper Paul aka Gangsta Ridd,
- il leader Ted aka The Godfather,
- Donald aka Don L,
- Roscoe aka Rosco,
- Danny aka OMB,
- David aka EKA.

## Storia del gruppo
Nonostante le inclinazioni religiose del padre, i fratelli finiscono per fare la vita di strada, entrando a far parte della gang dei Mob Piru Bloods, e finendo tutti in prigione per possesso di droga o di armi da fuoco. Alla morte di Robert Deviux, uno dei fratelli, colpito in maniera fatale durante una sparatoria, i sei rimanenti decidono di cambiare vita, e si trasferiscono in Giappone da un loro cugino, praticante il sumo.
Attirati dalla break dance, costituiscono un gruppo di ballo, i Blue City Crew che ha una entusiasta risposta del pubblico giapponese, tornano così a Los Angeles per dedicarsi al rap più che al ballo, e la loro prima opera è il 12" Coming Hard To America. Scelgono come nome Boo-Yaa T.R.I.B.E. (prima che boo-yaa diventasse un grido esuberante, simboleggiava il rumore di un'arma da fuoco; T.R.I.B.E. sta per Too Rough International Boo-Yaa Empire). Dopo una collaborazione nella traccia di Club Nouveau No Friend Of Mine, il gruppo entra nella sfera dell'etichetta Island's 4th & Broadway, pubblicando poi l'album New Funky Nation nel 1990. Il singolo che segue è Psicho Funk, nella top 40 dell'R&B Album Chart.
Il secondo album, Good Times Bad Times, viene registrato nel 1992, con ospiti come George Clinton, Ice Cube e Living Colour. Nonostante la partecipazione della band al Lollapalooza Tour, l'LP non viene mai pubblicato. Nel 1993 collaborano con Faith No More in Another Body Murdered, che verrà inserita con successo nella colonna sonora di Cuba libre - La notte del giudizio.
Con etichette minori, come la First Kut e la Smaller Bullet Proof, il gruppo pubblica due album: Occupation Hazardous e Doomsday entrambi del 1995. In questo periodo alcuni membri variano i loro nomi d'arte: Danny diviene Monsta O, Roscoe diventa Murder One, Donald cambia in Kobra Konvict.
Alla ricerca di una certa indipendenza musicale, il gruppo fonda una propria etichetta discografica: la Samoan Mafia Records. Nel 1997 esce Angry Samoans, nel 2000 Mafia Lifestyle, con partecipazioni da parte di Layzie Bone, Yukmouth e Treach dei Naughty by Nature. David lascia poi il gruppo e viene sostituito da Vincent Devoux aka F Gawtti, che partecipa al film The Italian Job del 2003. Sempre nel medesimo anno la band pubblica West Koasta Nostra a cui collaborano anche Eminem, B-Real e Kurupt. Nel 2006 registrano con i P.O.D. "On The Grind" dall'album Testify.
La loro song "Legends" è stata inserita nella OST (Original Sound Track) del videogame "True Crime Streets of L.A.".

## Discografia
- 1990 New Funky Nation (4th&Bway)
- 1995 Occupation Hazardous (First Kut)
- 1995 Doomsday (Bullet Proof/Music for Nations)
- 1997 Angry Samoans
- 2000 Mafia Lifestyle (Samoan Mafia Records)
- 2003 West Koasta Nostra (Oglio)